# 하남 성불사 예념미타도량참법
예념미타도량참법(禮念彌陀道場懺法)은 대한민국 경기도 하남시, 성불사에 있는 불서이다. 2017년 12월 21일 경기도의 문화재자료 제184호로 지정되었다.

## 개요
참법(懺法)이란 경전을 읽으면서 몸과 마음과 입으로 지은 모든 죄를 참회(懺悔)하는 불교 의식으로 서방 극락정토의 아미타불을 대상으로 삼는 것을 미타참법(彌陀懺法)이라고 한다.
국내 전본이 희귀한 선조 5년(1572년) 비로사에서 간행된 의식용 불서(佛書)이다.
임진왜란 이전의 고간본이며 전본이 극히 드물어 문화재적 가치가 있다.

## 같이 보기
- 예념미타도량참법

## 참고 자료
- 예념미타도량참법 - 국가유산청 국가유산포털